# Ramón Medina Bello
Ramón Ismael Medina Bello (Gualeguay, Entre Ríos, 29 de abril de 1966) es un exfutbolista y ex entrenador argentino que se desempeñaba como delantero o extremo derecho. 
Fue internacional con la selección de Argentina de 1991 a 1994, con la que conquistó dos Copa América y participó de la Copa del Mundo en 1994.

## Trayectoria

### Como jugador
Comenzó jugando en 1979 en la cuarta división del Club Atlético Urquiza de Gualeguay. En la cuarta división lo hacía como centrodelantero y en la tercera como arquero. 
En 1983 llega a la primera y en 1985 es comprado por Racing Club de Avellaneda. En su partido despedida de Urquiza jugó un partido, en cancha del club Sociedad Sportiva, con la reserva de Racing. Medina Bello jugó el primer tiempo para Urquiza y le marcó un gol a Racing. En el segundo tiempo pasó a jugar para Racing y convirtió el gol del empate. El partido terminó 1 a 1 con dos goles del Mencho.
A partir de 1986 juega en la reserva de Racing Club pero llega muy pronto a la Primera División, ganando en 1988 la Supercopa Sudamericana. 
En 1989 fue transferido a River Plate. Jugó hasta 1993, donde ganó tres títulos en su primera etapa. Jugó en el Yokohama Marinos de Japón dos años, previo a su retorno a River, donde salió campeón de otros tres torneos locales, la Copa Libertadores y una nueva Supercopa.
Se retiró en 1999 en Talleres de Córdoba, pero dos años después regresó sorpresivamente, jugando para Sportivo Dock Sud de la cuarta división. En 2005 jugó para Juventud Unida de Gualeguaychú, provincia de Entre Ríos.
En febrero de 2015 firmó con Centro Bancario Gualeguay de la ciudad de Gualeguay para retirarse definitivamente del fútbol, junto a su hijo Mauricio que juega esa institución.

### Como entrenador
En 2010 comenzó su carrera como director técnico en el club Berazategui, haciendo dupla con Omar Gauna. Actualmente dirige, también en dupla con Gauna, el club "La Academia" Asociación Deportiva, en General Galarza de Gualeguay.

## Selección de Argentina
Hizo su debut en la selección nacional frente a Hungría en la victoria 2-0, un 19 de febrero de 1991. Disputó un total de 17 partidos anotando cinco goles.
Ganó la Copa América 1991 en Chile, donde brindó una asistencia en el partido ante Perú, y la Copa América 1993 en Ecuador.
Fue clave en la clasificación a la Copa del Mundo, ya que la selección obtuvo su pase mediante repechaje, y los cuatro goles del Mencho durante las eliminatorias fueron clave para conseguir, en última instancia, el boleto al torneo.
Finalmente también participó del equipo nacional en la Copa Mundial de 1994. Ingresó en los partidos ante Bulgaria y Rumania, disputando unos 60 minutos entre ambos.

## Participaciones con la selección

### En la Copa Mundial de Fútbol
| Edición                      | Sede           | Resultado        |
| ---------------------------- | -------------- | ---------------- |
| Copa Mundial de la FIFA 1994 | Estados Unidos | Octavos de final |

### En la Copa América
| Edición           | Sede    | Resultado |
| ----------------- | ------- | --------- |
| Copa América 1991 | Chile   | Campeón   |
| Copa América 1993 | Ecuador | Campeón   |

## Clubes

### Como jugador
| Año       | Equipo              |
| --------- | ------------------- |
| 1986-1989 | Racing Club         |
| 1989-1993 | River Plate         |
| 1994-1995 | Yokohama Marinos    |
| 1996-1997 | River Plate         |
| 1998-1999 | Talleres de Córdoba |
| 2001-2004 | Dock Sud            |
| 2005      | Juventud Unida      |

### Como entrenador
| Periodo   | Club                             |
| --------- | -------------------------------- |
| 2010      | Asociación Deportiva Berazategui |
| 2011-2012 | Sportivo Dock Sud                |
| 2013      | Juventud Unida (G)               |

## Estadísticas

### En clubes
| Club | Div                 | Temporada           | Liga  | Liga  | Copas nacionales(1) | Copas nacionales(1) | Torneos internacionales(2) | Torneos internacionales(2) | Otras competiciones(3) | Otras competiciones(3) | Total | Total | Media goleadora(4) |
| Club | Div                 | Temporada           | Part. | Goles | Part.               | Goles               | Part.                      | Goles                      | Part.                  | Goles                  | Part. | Goles | Media goleadora(4) |
| --- | ------------------- | ------------------- | ----- | ----- | ------------------- | ------------------- | -------------------------- | -------------------------- | ---------------------- | ---------------------- | ----- | ----- | ------------------ |
| Racing Club Argentina | 1.ª                 | 1986-87             | 35    | 9     | —                   | —                   | —                          | —                          | 2                      | 1                      | 37    | 10    | 0.27               |
| 1987-88 | 1.ª                 | 30                  | 7     | —     | —                   | 6                   | 0                          | 6                          | 1                      | 43                     | 8     | 0.19  |                    |
| 1988-89 | 1.ª                 | 33                  | 8     | —     | —                   | 10                  | 1                          | 2                          | 0                      | 45                     | 9     | 0.2   |                    |
| Total club | Total club          | 98                  | 24    | 0     | 0                   | 16                  | 1                          | 10                         | 2                      | 124                    | 27    | 0.22  |                    |
| River Plate Argentina | 1.ª                 | 1989                | —     | —     | —                   | —                   | —                          | —                          | 2                      | 0                      | 2     | 0     | 0,00               |
| River Plate Argentina | 1.ª                 | 1989-90             | 32    | 9     | —                   | —                   | 10                         | 1                          | —                      | —                      | 42    | 10    | 0.24               |
| River Plate Argentina | 1.ª                 | 1990-91             | 29    | 8     | —                   | —                   | 7                          | 4                          | 1                      | 0                      | 37    | 12    | 0.32               |
| River Plate Argentina | 1.ª                 | 1991-92             | 31    | 6     | —                   | —                   | 6                          | 2                          | 3                      | 3                      | 40    | 11    | 0.28               |
| River Plate Argentina | 1.ª                 | 1992-93             | 37    | 16    | —                   | —                   | 9                          | 3                          | —                      | —                      | 46    | 19    | 0.41               |
| River Plate Argentina | 1.ª                 | 1993                | 9     | 8     | 1                   | 0                   | 2                          | 1                          | —                      | —                      | 12    | 9     | 0.75               |
| River Plate Argentina | Total 1.ª etapa     | Total 1.ª etapa     | 138   | 47    | 1                   | 0                   | 34                         | 12                         | 6                      | 3                      | 179   | 62    | 0.35               |
| Yokohama Marinos Japón | 1.ª                 | 1994                | 30    | 15    | 1                   | 0                   | —                          | —                          | —                      | —                      | 31    | 15    | 0.48               |
| Yokohama Marinos Japón | 1.ª                 | 1995                | 40    | 21    | 1                   | 0                   | —                          | —                          | —                      | —                      | 41    | 21    | 0.51               |
| Yokohama Marinos Japón | Total club          | Total club          | 71    | 36    | 2                   | 0                   | 0                          | 0                          | 0                      | 0                      | 73    | 36    | 0.49               |
| River Plate Argentina | 1.ª                 | 1996                | 10    | 2     | —                   | —                   | 2                          | 0                          | —                      | —                      | 12    | 2     | 0.17               |
| River Plate Argentina | 1.ª                 | 1996-97             | 10    | 1     | —                   | —                   | —                          | —                          | —                      | —                      | 10    | 1     | 0,10               |
| River Plate Argentina | 1.ª                 | 1997                | 8     | 4     | —                   | —                   | 4                          | 2                          | —                      | —                      | 12    | 6     | 0,50               |
| River Plate Argentina | Total 2.ª etapa     | Total 2.ª etapa     | 28    | 7     | 0                   | 0                   | 6                          | 2                          | 0                      | 0                      | 34    | 9     | 0.26               |
| River Plate Argentina | Total club          | Total club          | 166   | 54    | 1                   | 0                   | 40                         | 13                         | 6                      | 3                      | 213   | 70    | 0.33               |
| Talleres de Córdoba Argentina |                     |                     |       |       |                     |                     |                            |                            |                        |                        |       |       |                    |
| 2.ª | 1998                | 12                  | 3     | —     | —                   | —                   | —                          | —                          | —                      | 12                     | 3     | 0,25  |                    |
| 1.ª | 1998-99             | 14                  | 0     | —     | —                   | —                   | —                          | —                          | —                      | 14                     | 0     | 0,00  |                    |
| Total club | Total club          | 26                  | 3     | 0     | 0                   | 0                   | 0                          | 0                          | 0                      | 26                     | 3     | 0.12  |                    |
| Dock Sud Argentina |                     |                     |       |       |                     |                     |                            |                            |                        |                        |       |       |                    |
| 4.ª | 2001-02             | ?                   | 11    | —     | —                   | —                   | —                          | —                          | —                      | ?                      | 11    |       |                    |
| 4.ª | 2002-03             | ?                   | 7     | —     | —                   | —                   | —                          | —                          | —                      | ?                      | 7     |       |                    |
| 4.ª | 2003-04             | ?                   | 8     | —     | —                   | —                   | —                          | —                          | —                      | ?                      | 8     |       |                    |
| Total club | Total club          | 74                  | 26    | 0     | 0                   | 0                   | 0                          | 0                          | 0                      | 74                     | 26    | 0.35  |                    |
| Juventud Unida Argentina |                     |                     |       |       |                     |                     |                            |                            |                        |                        |       |       |                    |
| 4.ª | 2005                | 10                  | 6     | —     | —                   | —                   | —                          | —                          | —                      | 10                     | 6     | 0,60  |                    |
| Total en su carrera | Total en su carrera | Total en su carrera | 445   | 149   | 3                   | 0                   | 56                         | 14                         | 16                     | 5                      | 520   | 168   | 0.32               |
| (1) Las copas nacionales se refiere a la Copa Centenario de la AFA (1993-94) y la Copa del Emperador (1994-95). (2) Las copas internacionales se refiere a la Supercopa Sudamericana (1988-97) y la Copa Libertadores (1989-96). (3) Las otras competiciones se refiere a la Liguilla Pre-Libertadores (1986-92). (4) Media de goles por encuentro. No incluye goles en partidos amistosos. |                     |                     |       |       |                     |                     |                            |                            |                        |                        |       |       |                    |

### Selecciones
| Absoluta Argentina | 1991          | 2 | 0 | 2 | 0 | — | — | 4  | 0 | 0,00 |
| Absoluta Argentina | 1992          | 2 | 1 | — | — | — | — | 2  | 1 | 0,50 |
| Absoluta Argentina | 1993          | 1 | 0 | 7 | 4 | — | — | 8  | 4 | 0,50 |
| Absoluta Argentina | 1994          | 1 | 0 | — | — | 2 | 0 | 3  | 0 | 0,00 |
| Total carrera | Total carrera | 6 | 1 | 9 | 4 | 2 | 0 | 17 | 5 | 0.29 |
| (1) Incluye los partidos de la Eurocopa Sub-16 (1992-93); Eurocopa Sub-18 (1996-97); Eurocopa Sub-21 (1998-99); Eurocopa / Clasificatorias Europeas (1998-09). (2) Incluye los partidos de Copa FIFA Confederaciones (2003). |               |   |   |   |   |   |   |    |   |      |

## Palmarés

### Campeonatos departamentales
| Título                          | Club                  | Departamento | Año  |
| ------------------------------- | --------------------- | ------------ | ---- |
| Liga Departamental de Gualeguay | Club Atlético Urquiza | Gualeguay    | 1985 |

### Campeonatos nacionales
| Título             | Club                | País      | Año     |
| ------------------ | ------------------- | --------- | ------- |
| Primera División   | River Plate         | Argentina | 1989/90 |
| Primera División   | River Plate         | Argentina | A-1991  |
| Primera División   | River Plate         | Argentina | A-1993  |
| J. League          | Yokohama Marinos    | Japón     | 1995    |
| Primera División   | River Plate         | Argentina | A-1996  |
| Primera División   | River Plate         | Argentina | C-1997  |
| Primera División   | River Plate         | Argentina | A-1997  |
| Primera B Nacional | Talleres de Córdoba | Argentina | 1997/98 |

### Campeonatos internacionales
| Título                 | Equipo      | Sede           | Año  |
| ---------------------- | ----------- | -------------- | ---- |
| Supercopa Sudamericana | Racing Club | Belo Horizonte | 1988 |
| Copa América           | Argentina   | Chile          | 1991 |
| Copa América           | Argentina   | Ecuador        | 1993 |
| Copa Libertadores      | River Plate | Buenos Aires   | 1996 |
| Supercopa Sudamericana | River Plate | Buenos Aires   | 1997 |